# 정환덕
정환덕(鄭煥悳, 1857년 ~ 1944년)은 조선 후기의 문신, 작가이자 대한제국의 문신, 작가으로 본관은 연일, 휘는 환덕(煥悳), 호는 퇴산(退山)이다. 시종원 부경으로 궁궐에서 15년 동안 재직하면서 궁 안에서 듣고 본 온갖 일들을 저술하여 "남가록(南柯錄, 남가몽)"이라는 책에 남겨 놓았다.

## 가계
고려 추밀원지주사(樞密院知奏事) 정습명(鄭襲明)의 후손이며, 성균관대사성(成均館大司成) 정종소(鄭從昭)의 12세손이고, 임진왜란 때 의병장이자 영월 환고사에 배향된 현령 증 병조판서 강의공(剛義公) 정세아(鄭世雅)의 10세손이며, 대구부의 청호서원(淸湖書院)에 배향된 진주목사 정호인(鄭好仁)의 8세손이다. 증 통훈대부(通訓大夫) 예식원좌장례(禮式院左掌禮) 정하형(鄭夏亨)의 증손이며, 증 통정대부(通政大夫) 비서감승(秘書監丞) 정윤휴(鄭胤休)의 손자이다. 아버지는 선략장군(宣略將軍) 행 선전관(宣傳官) 증 가선대부(嘉善大夫) 군부협판(軍部協辦) 정의채(鄭義采)이며, 어머니는 증 정부인 이씨(貞夫人 李氏)와 증 정부인 주씨(貞夫人 周氏)이다.
부인은 정부인 김씨(貞夫人 金氏)와 정부인 이씨(貞夫人李氏)이다.

## 생애
군부협판 의채의 아들로 1857년 탄생하였다. 소년시절부터 태을노인(太乙老人)에게 역학을 수학 받았으며, 경북 영천에서 거주하였다. 어느 날 영천 황학사의 한 암자에서 역학(주역)을 공부하다가 잠깐 졸았는데 꿈에 하얀 도포를 입고 손에는 청령장을 짚은 산신령이 나타나더니 “자네가 역학을 공부한지 7년이 되었다. 그러나 너는 글의 깊은 뜻을 알지 못하고 글만 줄줄 읽었다. 그러니 말짱 헛공부를 한 것이다. 이제부터는 글의 행간을 읽으라. 행간에 숨은 뜻을 찾아서 읽도록 하라. 아무리 공부해도 너에게 큰 행운은 찾아오지 않을 것이다. 그러나 작은 행운은 있을 것이니 여기서 꾸물댈 것이 아니라 서울로 올라 가보아라.” 꿈에 나타난 산신령의 말을 믿고 1897년 가을, 나이 40세이 되던 해에 서울로 상경하였다. 상경하여 이리저리 돌아다니다가 동부승지 윤명구(尹鳴九)를 만나 윤명구가 역학을 할 줄 안다고 하여 고종황제의 측근 경운궁 전화과장(電話課長) 이재찬(李在纘)을 소개 해주었다. 이재찬이 고종황제에게 소개하여 특명으로 1901년(광무 5) 음12월 5일 현릉참봉(顯陵參奉)에 제수되었다가 그 다음날 면직되었다.
1902년(광무 6) 음5월 24일 통신사 전화과 주사에 제수되었다. 이해 음9월 8일 지릉 능 위의 사초(莎草)를 개수할 때 참여한 공로 6품으로 승진되었다가 이해 음10월 26일 시종원 시종(侍從院侍從)에 제수되었다.
1903년(광무 7) 음2월 8일 선온하고 사찬한 공로 가자되었다.
1904년(광무 8) 음1월 11일 시종원 시종을 면직하고, 전화과 기사(電話課技師)에 제수되었다. 이해 음2월 2일 다시 시종원 시종에 제수되었다가 이해 음6월 25일 비서원승(秘書院丞)에 제수되었다가 이해 음6월 27일 면직하였다.
1905년(광무 9) 음9월 20일 대흥군수(大興郡守)에 제수되었다가 음12월 1일 면직하였다. 이해 음12월 29일 양주(楊州) 풍양(豐壤)의 비각을 증건하고 비석을 수립한 공로로 가자되었다.
1906년(광무 10) 음2월 27일 시종원 부경(侍從院副卿)에 제수되었으나 음2월 29일 사직 상소를 올려 운운하였는데, 비지에, “상소를 보고 잘 알았다. 청한 바는 그대로 시행하겠다.”하였다. 이해 음3월 12일 법전에 따라 아버지, 조부, 증조부 등에게 벼슬을 추증되었다. 1944년 향년 88세로 별세하였다.

## 저술
정환덕은 궁궐에서 15년 동안 재직하면서 궁 안에서 듣고 본 온갖 일들을 “남가록(南柯錄, 남가몽)”이라는 책에 남겨 놓았다.

## 가족관계
- 증조부 : 정하형(鄭夏亨)
- 조부 : 정윤휴(鄭胤休)
- 아버지 : 정의채(鄭義采)
- 어머니 : 증 정부인 이씨(貞夫人 李氏)
  - 증 정부인 주씨(貞夫人 周氏)
- 부인 : 정부인 김씨(貞夫人 金氏)
  - 정부인 이씨(貞夫人李氏)
- 손자 : 정부용(鄭富鎔)

## 같이 보기
- 정습명
- 정몽주
- 정보
- 한일 합방